# Froude Range
Die Froude Range ist ein Gebirgszug in der Region Canterbury auf der Südinsel von Neuseeland.

## Geographie
Die Froude Range befindet sich südlich und südöstlich der Gletscherregion des Lambert Glaciers und des Garden of Allah in den Neuseeländischen Alpen. Der Gebirgszug wird westlich vom Frances River und den Cloudy Peak Range eingegrenzt, im Norden vom Francis Glacier und dem Lyell Glacier und an seiner östlichen Seite vom McCoy Stream mit den dahinter liegenden Armoury Range. An seinem südlichen Ende treffen der Francis River und der McCoy Stream zusammen und vereinigen sich zum Clyde River.
Der rund 12 km lange und in einem Bogen von Süden nach Nordosten und Osten verlaufende Gebirgszug, findet mit dem 2367 m hohen Mount Nicholson seinen höchsten Punkt. Elf weitere Gipfel der Bergkette liegen über 2000 m.
Administrativ gehört die Froude Range zum Ashburton District.